# Савчук Катерина Михайлівна
Катерина Михайлівна Савчук (1899 , Ушня, Золочівський повіт, Королівство Галичини та Володимирії, Австро-Угорщина  — невідомо ) — українська радянська діячка, селянка-наймичка, голова сільського споживчого товариства села Сасів Олеського району Львівської області. Депутат Верховної Ради УРСР 1-го скликання.

## Біографія
Народилася 1899 року в бідній селянській родині в селі Ушня, тепер Золочівського району Львівської області. Батько мав півтора морги землі, наймитував, працював теслярем. Коли Катерині було 13 років, померла її мати.
Навчалася в сільській школі села Ушня, закінчила три класи. З юних років наймитувала.
У 1920 році одружилася із наймитом Савчуком із села Сасів та переїхала до нього. Чоловік помер через десять років.
Працювала у власному господарстві, наймитувала у поміщика Рапапорта, ксьондза, заможних селян села Сасова. Також працювала робітницею на каменоломнях у селі Сасові.
Після приєднання Західної України до СРСР у вересні 1939 року входила до селянського комітету села Сасова Олеського району, була радянською активісткою.
У жовтні 1939 року була обрана депутатом Народних зборів Західної України.
З січня 1940 по 1941 рік — голова сільського споживчого товариства (кооператива) села Сасів, в апараті Сасівської селищної ради депутатів трудящих Олеського району Львівської області.
24 березня 1940 року обрана депутатом  Верховної Ради УРСР 1-го скликання по Олевському виборчому округу № 338 Львівської області.
Під час німецько-радянської війни залишилася на окупованій території. Була вивезена разом із дітьми на роботу в Німеччину. У 1943 році повернулася на Львівщину.
З 1944 року — завідувач відділу соціального забезпечення та заступник голови виконавчого комітету Олеської районної ради депутатів трудящих Львівської області.